# Жао Лихон
Жао Лихон е китайски поет, писател, есеист и учен. Председател е на Китайската асоциация на писателите, вице-президент на Шанхайската асоциация на писателите и изпълнителен директор на Китайския институт за поезия.

## Биография
Роден е през 1952 г. в Шанхай. Започва да пише като тийнедъжър, като според собствените си думи основна причина за вдъхновението му са въпросите за света, чиито отговори е търсел чрез писането. По време на Културната революция е изпратен на остров Чонмин, където обработва селско стопанство. По-късно завършва Източнокитайския университет със специалност „Китайска литература“. По това време смена най-различни професии – дърводелец, начален учител, пощальон.
Има издадени над 70 тома с поезия, проза, есета и литературна критика. Освен това, Лихон е автор на изследвания, посветени на китайски и европейски художници, както и на известни музиканти. Неговото стихотворение „Очакване“ е едно от най-известните любовни произведения в Китай.
По настоящем в гост-лектор в Източнокитайския университет и Шанхайския университет „Жиао Тонг“. Издава месечното списание „Шанхайска литература“ и е редактор на списание „Шанхайски поети“, излизащо веднъж на два месеца. Негови произведения са оказали влияние на младото поколение и са част от учебните програми в Китай, Хонг Конг и Сингапур.
Книгата му „Душата на поезията“ печели националната награда за проза „Нова ера“, а със „Сянката на слънчевия часовник“ става първият лауреат на наградата за броза „Бинг Ксин“. Книгата му „Реката на детството“ от 2013 г. получава добри отзиви и е определяна за откритие в китайската детска литература. Същата година печели Сръбската международна награда за поезия и наградата „Златен ключ на Смедерево“.
Превеждан е на английски, френски, руски, корейски, украински, сръбски, македонски. На български език са издадени две книги на Жао Лихон в превод на Здравка Евтимова – „Лодка към небето“ (ИК „Жанет 45“) и „Болка“ (ИК „Бард“).
Като председател на Китайската асоциация на писателите, една от целите на Лихонг е да подпомогне разпространението на китайската литература на запад.